# Сюлейман джамия
Сюлейман джамия или Сюлейманийе джамия (на турски: Süleymaniye Camii) е мюсюлмански храм в Истанбул. Построена е през периода 1550 – 1557 от османския архитект Синан в чест на султан Сюлейман I. Сюлейман джамия, както и Селим джамия в Одрин спадат към така наречените „султански джамии“.
Архитектурата на Сюлейман джамия е тясно свързана с византийския стил на църквата Света София. Тя следва стриктно общия план на с около 1000 години по-старата църква, като добавя само малки детайлни конструктивни подобрения и не превишава размера ѝ. Самият Синан я нарича работа на калфа, като майсторската му постройка е по-късната Селим джамия в Одрин, която носи много повече негови типични характеристики.

## Галерия
- Нощен изглед към Сюлейман джамия